# Joseph Roduit
Joseph Roduit CRSA (Saillon, cantão de Valais, 17 de dezembro de 1939 - Saint-Maurice, cantão de Valais, 17 de dezembro de 2015) foi um sacerdote religioso suíço e abade da abadia territorial de Saint-Maurice.
Joseph Roduit ingressou na ordem dos Cônegos Agostinianos em 1960, emitiu a profissão em 15 de novembro de 1964 e foi ordenado sacerdote em 4 de setembro de 1965. Roduit estudou teologia na Universidade de Freiburg de 1961 a 1964 e depois no Pontifício Ateneu Angelicum de Roma até 1965.
Em 1984 tornou-se prior e vigário geral da abadia territorial por 10 anos e depois trabalhou como mestre de noviços até 1999. Os cónegos da abadia elegeram-no 94º abade de São Maurício em 5 de abril de 1999. O Papa João Paulo II confirmou esta eleição em 14 de maio do mesmo ano. Joseph Roduit foi apresentado ao cargo e recebeu a bênção do abade em 31 de julho do mesmo ano. Ele escolheu Via, Veritas, Vita como lema. Como abade da abadia territorial, foi membro da Conferência Episcopal Suíça.
Joseph Roduit esteve envolvido em numerosos projetos sociais na Terra Santa e foi premiado com a Palma de Jerusalém pelo Patriarca Latino de Jerusalém. Em 2001 foi nomeado Grande Oficial da Ordem Equestre do Santo Sepulcro em Jerusalém pelo Cardeal Grão-Mestre cardeal Carlo Furno e investido na Basílica Menor de Notre-Dame du Valentin em Lausanne pelo Cardeal Henri Schwery, Grão Prior da Tenência Suíça.
Em 18 de março de 2015, o Papa Francisco aceitou sua renúncia por idade.